# Ueda Soko-ryu

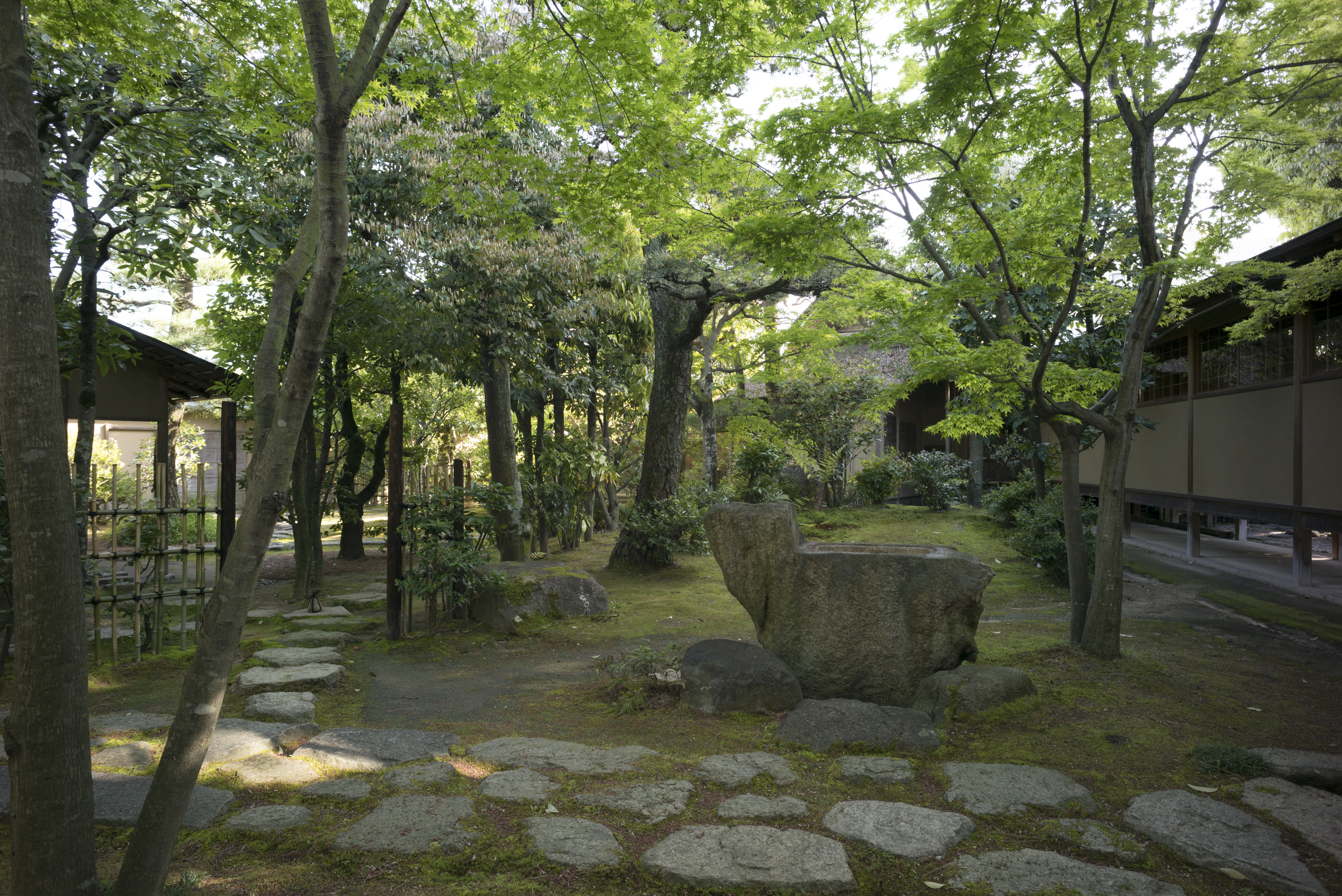
O jardim de chá interior (uchi-roji) em Wafūdō, sede da escola Ueda Sōko-ryū.

Ueda Sōko-ryū (上田宗箇流) ou Ueda Ryū (ryū, em Japonês, pode ser traduzido como “escola” ou “tradição”, no sentido de “estilo” de uma arte tradicional) é uma escola de cerimónia do chá japonesa. Configura-se também como uma prática cultural e artística cujas origens remontam à classe samurai do período feudal. Tem como fundador Ueda Sōko (1563-1650), um importante senhor de guerra que viveu no período Sengoku (1467-1615), marcado por uma guerra civil e pela instabilidade política e social. Há mais 400 anos, a tradição Ueda-ryū mantém pela prática do chá costumes, valores e etiqueta da classe guerreira.

## Ueda Sōko

“Kuginuki-mon”, brasão de arma da família Ueda.

Membro da classe guerreira, Ueda Sōko foi pajem de Niwa Nagahide (1535-1585), chefe militar que servia o clã Oda e foi posteriormente escolhido por Toyotomi Hideyoshi para ser seu ajudante e Daimiô. Antes de criar seu estilo próprio de chanoyu, profundamente influenciado pelos valores e costumes dos samurais do período Sengoku, Ueda foi aluno de Sen no Rikyū e Furuta Oribe. Esta tradição vem sendo perpetuada pela escola Ueda Sōko há 16 gerações, segundo o sistema Iemoto. Ueda Sōkei é o atual e 16º Iemoto da escola.
Ueda Sōko é conhecido por ser um dos principais projetistas de jardins do período Momoyama (1568-1603). Os jardins por ele criados estão entre os mais belos do Japão. Entre eles, estão o Shukkeien (prefeitura de Hiroshima), o jardim localizado no Castelo de Tokushima, Ninomaru-teien, dentro do castelo de Nagoya, e os jardins Nishinomaru-teien e Kokuwadera-teien, ambos localizados no castelo de Wakayama.
Um ano depois do Cerco de Osaka (1614-1615), o clã Toyotomi se dissolveu e Ueda se mudou para Hiroshima para servir o senhor Asano Nagaakira, que havia sido nomeado daimiô do Domínio de Geishū (atual Hiroshima). Ueda se tornou o principal administrador do domínio de Asano, recebendo, em troca, um feudo a Oeste de Hiroshima no valor de 17 mil koku de arroz (aproximadamente 2.788 toneladas). A família de Ueda continuou por gerações na administração das terras a Oeste de Hiroshima do Domínio de Geishū e o estilo de chanoyu de Ueda Sōko foi sendo transmitido de geração para geração, de forma a manter viva sua prática até os dias atuais.

## História
Em 1619 (ano 5 da era Ganwa), Asano Nagaakira foi nomeado daimiô do Domínio de Geishū, e se tornou senhor da província de Aki e da metade da província de Bingo (praticamente a prefeitura de Hiroshima) – terras cujo valor equivalia a 426.500 koku de arroz. Ueda Sōko foi para Geishū para servir Asano e foi nomeado administrador das terras dele. Em troca dos serviços prestados, recebeu um feudo no valor de 17 mil koku de arroz a Oeste de Hiroshima. Sōko nomeou Nomura Kyūmu e Nakamura Mototomo seus vassalos e concedeu a cada um deles um feudo no valor de 100 koku de arroz. Nomura e Nakamura aprenderam o estilo particular de chanoyu de Ueda Sōko e adquiriram o título de Chaji Azukari, ou “guardiões dos ensinamentos de chanoyu”. Estas duas famílias ensinaram e conduziram cerimônias para as famílias Asano e Ueda.
Em meados do período Edo, o número de praticantes de chanoyu cresceu consideravelmente. As escolas de chá das famílias Sen foram as primeiras a desenvolver o sistema Iemoto (Iemoto Seido, que permite a transmissão de conhecimento de forma sistemática de geração para geração), assim como a instaurar o sistema Sōden de transmissão e graduação durante as eras Bunka e Busei (1804-1819). A escola de chanoyu de Ueda começou a se difundir para além da classe samurai de Geishū e passou a ser praticada por pessoas de outras camadas sociais nas regiões de Kansai e Cho-Shikoku, o que gerou a necessidade de formalizar os ensinamentos da escola. Os guardiões dos ensinamentos de Ueda – Nomura Yokyū e Nakamura Taishin – estabeleceram um novo sistema Sōden em 1839 (ano 10 da era Tenbō), que permitiu a sistematização da transmissão do conhecimento do estilo de chá Ueda Sōko-ryū por gerações. O sistema determinou que o grau mais alto – Shin Daisu  –  se mantém dentro da família Ueda e as outras licenças poderiam ser concedidas pelo Chaji Azukari. Há um registro no Sōko sama o-kikigaki (“Notas de Sōko”) segundo o qual “Sōko recebeu uma licença de Oribe”, demonstrando a influência de Furuta Oribe na tradição de Ueda Sōko, que tem a licença de Shin Daisu como a mais alta a ser alcançada.
O sistema feudal foi dissolvido no Japão com a Restauração Meiji, e, consequentemente, os mestres de chá que serviam os daimiôs perderam seus postos. Ueda Yasuatsu, 12º Iemoto da escola Ueda durante os últimos anos do xogunato Tokugawa e o início da era Meiji, se retirou dos assuntos mundanos em 1870 (ano 3 da era Meiji). Teve uma vida muito similar à de Ueda Sōko, pois se converteu em monge budista sob o nome Jōō, dedicando-se inteiramente à prática do chanoyu até sua morte em 1888 (ano 21 de Meiji). Nakamura Kaidō e Nomura Ensai continuaram sendo empregados de Jōō como Chaji Azukari. Durante toda a era Meiji, estas duas famílias continuaram ocupando este posto até 1955 (ano 30 de Showa). A tradição Ueda Sōko segue como uma referência das escolas de chá da classe samurai nascidas no período Momoyama (1568-1598) – tempos difíceis em que os senhores feudais viviam sob constante ameaça de morte. Isso se reflete na busca de quietude mental desse estilo de chanoyu que surgiu na classe samurai. A tradição Ueda é uma prática que proporciona a busca da verdade interior pelo caminho do chá.

## Características da escola
A tradição de chanoyu de Ueda Sōko é:
- Uma escola de chá que surgiu na classe samurai no período Momoyama (1573-1603) e desde então mantém sua prática intacta.
- Uma escola que possui uma estética particular que mescla influências de (a) a beleza e tranquilidade de Rikyū: uma beleza que emerge do movimento sutil a partir de um mundo de quietude e sombras e (b) a beleza da liberação de Oribe: uma atmosfera de liberdade que emerge de um mundo de luz, espaço e formas sem restrições. Ueda Sōko combinou influências de seus dois mestres para criar uma estética elegante, forte e graciosa que pode ser definida pela expressão “utsukushiki”.
- A única escola que restaurou sua sede central de acordo com a arquitetura típica de uma residência samurai do período Edo, incluindo o complexo de salas de chá Wafudo e a recepção em estilo shoin. A escola também possui utensílios históricos de cerimônia do chá, artefatos e textos antigos significativos para a história do chanoyu.
- Os movimentos característicos da cerimônia de preparação do chá (temae) na tradição Ueda Sōko são elegantes e belos, compostos por linhas retas e sem gestos desnecessários. Há uma ênfase no equilíbrio entre yin e yang que se expressa em uma estética mais forte e dura para praticantes homens e mais graciosa para mulheres (alinhada com a cultura samurai do período Momoyama).

Os pontos acima se desenvolvem em características como:
- O conjunto de movimentos para o preparo do chá (temae) são diferentes para homens e mulheres.
- Os cumprimentos e reverências são diferentes para homens e mulheres.
- O lenço vermelho utilizado na purificação (fukusa) é pendurado no obi (faixa que sustenta o quimono) do lado direito do corpo. O lado esquerdo do obi é deixado livre em respeito à espada (sempre colocada deste lado do corpo) – na época, havia um sentido prático também, caso houvesse a necessidade de deixar uma cerimônia do chá abruptamente e sair em batalha, este lado estaria livre para embainhar a espada.
- O modo de utilizar a concha de bambu (hishaku) e de purificar com o fukusa é diferente na tradição Ueda. Em momentos diferentes do temae, os homens seguram o hishaku como se estivessem segurando as rédeas de um cavalo, desembainhando uma espada ou disparando uma flecha.
- Os movimentos do temae seguem linhas retas e fluem junto com a respiração. Ao conduzir o preparo do chá de forma que os movimentos estão sincronizados com a respiração, o anfitrião experimenta a renovação de seu espírito: há uma ênfase em liberar e descarregar energia pela respiração “de dentro para fora”.

## Wabi-cha e a tradição samurai do chá
Wabi-cha é um estilo de chanoyu que se desenvolveu no período Momoyama, precedendo o estilo praticado em salas koma (tamanho de quatro tatames e meio ou menor), com utensílios rústicos e atmosfera sombria – expressões que enfatizam o conceito estético wabi. A escola Ueda Ryū, além de valorizar a estética wabi pelo wabi-cha, é uma das únicas tradições do chanoyu conhecida como buke-cha, ou “chá da classe guerreira”, por ter se originado e desenvolvido pela classe samurai. A tradição Ueda, que teve origem no período Momoyama (1568-1598), tem a reputação de ser representante de uma tradição de chá que incorpora os costumes e a cultura samurai. Eram tempos duros em que a morte permeava o cotidiano devido à iminência constante de batalhas. O estilo de chá que se desenvolveu preza então a busca quietude mental e força espiritual.

## Ostemaeda tradição Ueda Sōko
Os temae (conjunto de movimentos para o preparo do chá) da tradição Ueda são considerados belos e elegantes. O primeiro aspecto que condiciona tais características está relacionado ao gestual que privilegia linhas retas e evita movimentos desnecessários. Isso resulta em uma expressão pura e centrada, em que a energia circula e se revigora para quem pratica. O segundo aspecto é a sincronia entre inspiração/expiração e os movimentos realizados no chasendōji (purificação do chasen, o batedor de chá), para girar a tigela ou na hora de bater o chá.  Com a prática, os movimentos fluem naturalmente em harmonia com o ritmo da respiração.
A cerimônia do chá na tradição Ueda se baseia em “firme núcleo em expansão” a partir do qual parte uma ação assertiva. Para canalizar isso em um temae, os movimentos acontecem de forma enérgica com a entrada e saída de ar no fluxo da respiração.
Estes dois aspectos: (1) ações revigorantes e movimentos em linhas retas e (2) ações executadas em harmonia com o fluxo da respiração contribuem para a construção de uma expressão bela, elegante, forte e graciosa no temae da tradição Ueda.

## Utensílios e corpo
Um dos ideais da tradição Ueda é tornar uno corpo e utensílios. Os objetos não são manipulados apenas com mãos e braços, mas o movimento parte do eixo central do corpo, com a postura encaixada e estável. As ações acontecem na altura do umbigo, cerca de 3 centímetros distantes dos joelhos e mantendo o espaço de um ovo sob as axilas (como na meditação zazen). Os objetos são segurados com firmeza pelos dedos médio e polegar, enquanto o dedo indicador é acionado com mais leveza, apenas para dar um apoio. O engajamento de todo o corpo é acionado não apenas na hora de pegar os objetos, mas ao colocá-los de volta ao chão. Durante uma ação, olhos e olhar estão direcionados para o utensílio que está sendo manipulado. A harmonia é alcançada quando utensílio, corpo, braços, respiração, olhos e olhar se movimentam em conjunto.

## Furuta Oribe, o meste de Ueda Sōko
Furuta Oribe 古田 織部 (cerca de 1544 – 6 de julho de 1615) é o mestre de chá mais famoso da história depois de Sen Rikyū, que foi seu mestre. Ao contrário de Rikyū, que era comerciante, Oribe pertencia à classe samurai e liderou o desenvolvimento de um estilo de chá alinhado aos valores da cultura samurai que ficou conhecido como buke-cha (chá da classe guerreira samurai). Antes de obter o título de daimiô, Oribe serviu como samurai a Oda Nobunaga, Toyotomi Hideyoshi e o clã Tokugawa. 
Depois da morte de Rikyū, Oribe se tornou o mestre de chá mais importante no Japão e ensinou a arte do chanoyu para Tokugawa Hideata, o segundo xogum Tokugawa. Seus alunos mais conhecidos foram Kobori Enshū, Honami Kōetsu e Ueda Sōko. O estilo de cerâmica que representa seu gosto estético e carrega o seu nome (Oribe-ware) é popular até os dias de hoje. Ele também foi o criador de uma lanterna de pedra que adorna jardins e ficou conhecida como Oribe-dōrō.
Durante o Cerco de Osaka em 1615, suspeitou-se que Oribe estaria tramando contra o clã Tokugawa. Foi então ordenado que ele e seu filho cometessem suicídio ritual (seppuku). A família Oribe foi executada e o legado que ele deixou teve continuidade por Ueda Sōko, que foi seu aluno por 24 anos. Depois do Cerco de Osaka, Sōko se exilou por três anos em Shikoku até ser convidado para ser servo principal e mestre de chá do clã Asano em Hiroshima. Lá, ele desenvolvendo um estilo próprio de chá influenciado por Furuta Oribe.

## Genealogia de Ueda Sōko-ryū
A família Ueda adotou este seu nome devido à cidade de Ueda, localizada na província de Shinano (atualmente prefeitura de Nagano). Este sobrenome foi escolhido quando ele integrou o clã samurai Ogasawara, que, por sua vez descende de Seiwa Genji. A linhagem é: Seiwa Genji, ancestrais de Minamoto no Yoshimitsu (também conhecido como Shinra Saburō Yoshimitsu), clã Takeda, Ogasawara e Ueda. O pai de Ueda Sōko (Shigemoto) e seu avô (Shigeshi) serviram Niwa Nagahide e tiveram reconhecimento militar durante as turbulentas eras de Genki (1570-1573) e Tenshō (1573-1592).
Em 1615 (ano 5 da era Genwa), Ueda Sōko foi para Hiroshima servir Asano Nagaakira. Ele teve então dois filhos, o primogênito Shigehide e Shigemasa. O mais velho foi enviado para Castelo Edo como refém do xogunato Tokugawa. Sōko era um hatamoto (samurai a serviço do xogunato Tokugawa) que possuía terras no valor de 5 mil koku. Em 1632 (ano 9 da era Kanei), seu filho mais novo Shigemasa se converteu em seu sucessor (pois o primogênito estava como refém em Edo). Os descendentes de Shigemasa possuíam um feudo de 17 mil koku e foram os primeiros servos do feudo de Hiroshima. A Restauração Meiji aconteceu durante a 12ª geração Ueda Yasuatsu’s (Ueda Jyōō). O atual líder da família é Ueda Sōkei, o 16º descendente.

## Genealogia resumida da família Ueda
1. Ueda Mondonokami Shigeyasu (Sōko) 上田主水正重安(宗箇) 1563@–1650
2. Ueda Bizennokami Shigemasa 上田備前守重政 1607@–1650
3. Ueda Mondonosuke Shigetsugu 上田主水助重次 1638@–1689
4. Ueda Mondo Shigenobu (Sawamizu) 上田主水重羽(沢水) 1662@–1724
5. Ueda Mondo Yoshiyuki 上田主水義行 1694@–1725
6. Ueda Mondo Yoshiyori 上田主水義従 1715@–1736
7. Ueda Mondo Yoshinobu 上田主水義敷 1702@–1743
8. Ueda Minbu Yoshitaka 上田民部義珍 ?-1755
9. Ueda Mondo Yasutora 上田主水安虎 ?-1802
10. Ueda Mondo Yasutsugu 上田主水安世(慎斎) 1777@–1820
11. Ueda Mondo Yasutoki (Shōtō) 上田主水安節(松涛) 1807@–1856
12. Ueda Mondo Yasuatsu (Jyōō) 上田主水安敦(譲翁) 1820@–1888
13. Ueda Shōgoi Danshaku Yasukyo 上田正五位男爵　安靖 1849@–1907
14. Ueda Shōsani Danshaku Muneo (Sōō) 上田正三位男爵　宗雄(宗翁) 1883@–1961
15. Ueda Shōgoi Motoshige (Sōgen) 上田正五位元重(宗源)?-1994
16. Ueda Sōkei 上田宗冏 1945-